# Muséum Requien
Le Muséum Requien est le musée d'histoire naturelle d'Avignon, dans le Vaucluse. Ce muséum doit son essor au naturaliste Esprit Requien, qui est le plus réputé des scientifiques avignonnais de son époque. Issu d'une vieille famille de la bourgeoisie, il se consacre très tôt à la botanique. Dès l'âge de 18 ans, il s'occupe activement du Jardin botanique de la ville d'Avignon et constitue un herbier qui acquiert rapidement une grande importance.
Esprit Requien s'intéresse à la quasi-totalité du monde des Sciences, notamment à la paléontologie et la malacologie, branches pour lesquelles il constitue aussi de riches collections. Il était en contact avec les plus grands scientifiques de son temps et 75 espèces nouvelles lui ont été dédiées, parmi lesquelles Coilopoceras requienianus, Hyænodon requieni, Tuber requieni, Delphinium requieni, Narcissus requieni.

## Histoire
Le Muséum Requien fut fondé par Esprit Requien en 1840 en tant que cabinet d'histoire naturelle. Esprit Requien, botaniste, paléontologue, malacologue et naturaliste avignonais, est né le 6 mai 1788 dans une demeure des plus modestes, près de la rue des Lices à Avignon. Il est mort le 30 mai 1851 à Bonifacio. Il devient administrateur du musée Calvet, en 1849. Collectionneur éclairé, il avait déjà légué ses fonds neuf ans plus tôt. Les collections sont alors régulièrement complétées par les chercheurs et scientifiques locaux, notamment par Jean-Henri Fabre. Le musée s'installe dans l'hôtel Raphélis de Soissans en 1943, sur trois niveaux.

## Activités du musée
L'activité la plus visible est le musée lui-même, retraçant la faune et la flore vauclusiennes depuis la Préhistoire. En parallèle, une activité de recherche est maintenue, au niveau national et européen, notamment par la consultation des 18 000 livres de la bibliothèque d'Esprit Requien et des collections, qui constituent un fonds de connaissances sur les espèces naturelles. 

## Le musée en quelques chiffres

### Botanique:5eherbierde France
- 2 535 liasses
- 157 classeurs et boîtes
- 180 herbiers sous forme de livres
- 70 collections
- 137 mètres linéaires …
- Une centaine de « spécimens types ». Un spécimen ayant permis de décrire une nouvelle espèce est un élément fondateur de la classification.

### Un million de spécimens d'origine mondiale
- Herbier : 450 000 échantillons,
- Bois, fruits et graines : 1 000 échantillons,
- Zoologie : 150 000 échantillons,
- Paléontologie : 280 000 échantillons,
- Pétrographie, minéralogie : 90 000 échantillons.

### Une riche bibliothèque d'étude
- 9 600 ouvrages
- 20 000 tirés-à-part
- 431 titres de périodiques
- 10 000 diapositives et photographies

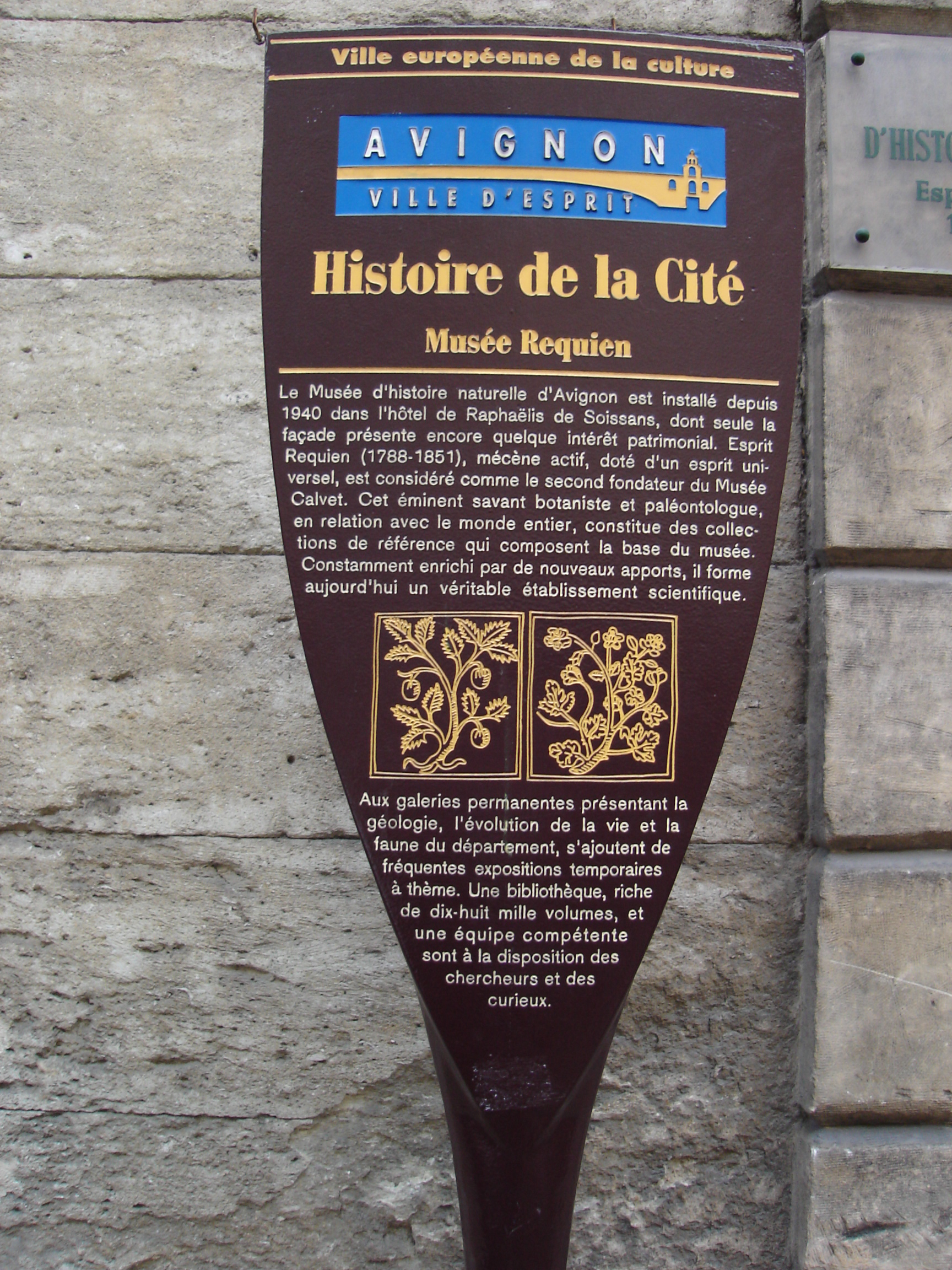
Panneau explicatif.

- 15 films vidéo et 92 disques.

## Les conservateurs du musée
- 1840-1851 : Esprit Requien
- 1851-1866 : Maurice Palun
- 1866-1873 : Jean-Henri Fabre
- 1873-1898 : Jean-Marie Chatelet
- 1898-1907 : Casimir Chatelet
- 1925-1970 : Léon Germand
- 1970-1978 : Jean-Claude Ledoux
- 1978-1991 : Jacky Granier
- 1992-2017 : Evelyne Crégut-Bonnoure